# Muzeum Beskidzkie w Wiśle
Muzeum Beskidzkie im. Andrzeja Podżorskiego w Wiśle – muzeum położone w Wiśle, stanowiące oddział Muzeum Śląska Cieszyńskiego w Cieszynie.
Muzeum zostało otwarte w dniu 16 sierpnia 1964 roku podczas I Tygodnia Kultury Beskidzkiej, a jego twórcą i organizatorem był działacz społeczny i publicysta Andrzej Podżorski. Jego zbiory obejmują eksponaty związane z życiem i kulturą górali Beskidu Śląskiego: przedmioty codziennego użytku, meble, stroje, przykłady sztuki ludowej. ponadto posiada ono bogatą kolekcję malarstwa takich twórców jak: Czesław Kuryatto, Ludwik Konarzewski, Jan Wałach, Paweł Steller. W bezpośrednim sąsiedztwie muzeum znajduje się enklawa architektury drewnianej z Wisły i okolic.
Aktualnie muzeum jest czynne cały rok (z wyjątkiem poniedziałków), wstęp jest płatny.
Muzeum mieści się w budynku dawnej karczmy ewangelickiej, która niegdyś dawała schronienie przybywającym na nabożeństwo wiernym z odległych dolin i stoków. Murowany budynek powstał w 1827 roku na miejscu drewnianej gospody z 1794 roku. 2 marca 1960 roku został wpisany do rejestru zabytków.